# Pyramide d'Ânkhésenpépi II
La pyramide d'Ânkhésenpépi II (appelée aussi Ânkhnesmérirê II) a été bâtie non loin du complexe funéraire de Pépi Ier. Elle a été découverte par Audran Labrousse qui dirigeait la mission archéologique française de Saqqâra.

## Le temple funéraire
Le temple funéraire de la pyramide d'Ânkhésenpépi II est vaste. Il inclut dans l'enclos la pyramide d'Ânkhésenpépi III et possède une cour à ciel ouvert avec une statue de la reine. Il possède aussi une grande salle à deux rangées symétriques de neuf murs chacun.

## La pyramide
La pyramide d'Ânkhésenpépi II est l'une des plus grandes pyramides de reines de l'Égypte. Sa base mesure trente-deux mètres et elle devait avoir une hauteur de trente mètres. Elle a été démantelée au Moyen Âge de presque toutes ses pierres. On arrivait à sa chambre funéraire par un corridor. Elle possédait un bloc bouchon et une chapelle.